# Задворнова, Ксения Валерьевна
Ксения Валерьевна Задворнова (род. 29 декабря 1998, Орск, Оренбургская область) — российская самбистка и дзюдоистка, чемпионка России по дзюдо и самбо 2023 года. Чемпионка мира (2023) и Европы (2024) по самбо. Заслуженный мастер спорта России по самбо. Мастер спорта по дзюдо.

## Биография
Ксения родилась в городе Орске Оренбургской области в семье прославленных дзюдоистов, где её отец — заслуженный тренер России Валерий Задворнов был её первым наставникам в дзюдо. Начала свой путь в дзюдо в 2008 году, в спортивном клубе «Юность» (Орск). С 2019 году предоставляет Республику Татарстан и тренируется в спортивном клубе «Батыр» (Казань), под руководством
своей матери — тренера высшей категории Елены Задворновой и заслуженного тренера России Виктора Омельченко.

## Спортивная карьера

### Кадетство
Ксения начала выигрывать на национальном уровне в 2014 году, когда добыла бронзу на первенстве России в Липецке в весе до 63 кг. Так же она была второй на кубке Европы в Турции. В феврале 2015 года была финалисткой первенства России в Казани, в марте 2015 года выиграла кубок Европы в Анаталии (Турция), месяцам позже пришла второй на кубке Европы в Твери (Россия). В июле 2015 года выступила удачно на первенстве Европы в Софии (Болгария), где она в командном зачёте выиграла золотую медаль. В августе 2015 года была третьей на первенстве мира в Сараево (Босния и Герцеговина).

### Юниорский уровень
В 2016 году Ксения выступила на всероссийском турнире в Ижевске, где стала второй. В начале 2017 года выиграла бронзовую медаль в командном зачёте на первенстве мира в Загребе (Хорватия), кроме того в течение весны и лета 2017 года выступала на кубках Европы в Португалии, России, Испании и Чехии. В сентябре 2017 года в командном первенстве Европы стала обладательницей третьего места в Мариборе (Словения). В ноябре 2017 года стала победительницей первенства России в Иркутске в весе до 70 кг.

### Ксения как взрослая спортсменка
В 2018 году Ксеня впервые выступила среди взрослых спортсменов, на первенстве России до 23 лет в Смоленске она добыла серебряную медаль. В 2019 году пришла третьей на кубке Европы в Оренбурге, а также была победительницей кубка Азии в казахском городе Актау и финалисткой кубка Европы в Малаге (Испания). В 2020 году выступила на первенстве Европы до 23 лет в Порече (Хорватия). В мае 2021 года приняла участие в международной серии «Большой Шлем» в Казани. В августе 2021 года выиграла кубок Европы в Оренбурге. В конце 2022 года выиграла кубок России в Калининграде. В марте 2023 года Задворнова стала чемпионкой страны по спортивному самбо в весе до 72 кг. В июне 2023 года заработала бронзовую медаль на международном турнире серии «Russian judo tour» в Челябинске. В середине августе 2023 года снова выступила по самбо на вторых Играх стран СНГ в Республики Беларусь, где завоевала золотую медаль. В конце августе 2023 года так же была первой на Международном фестивале университетского спорта по самбо, который пошёл в Екатеринбурге. В сентябре 2023 года выиграла чемпионат России в Кемерово. В ноябре 2023 года стала впервые чемпионкой мира по самбо из Татарстана. В марте 2024 стала финалисткой чемпионата России по самбо, который прошёл в Брянске. В мае 2024 года выиграла чемпионат Европы по самбо в весе до 72 кг. В начале июня 2024 года выполнила норматив заслуженного мастера спорта России по самбо и завоевала серебряную медаль на Спортивных играх Брикс в Казани. В конце июня 2024 года стала обладательницей бронзовой медали чемпионата России по пляжному самбо, который прошёл в Верхней Пышме. В сентябре 2024 года завоевала бронзовую медаль кубка Европы в Черногории.

## Спортивные результаты
Взрослый уровень
- Самбо:
  - 2022 Всероссийская спартакиада — ;
  - II Игры стран СНГ — ;
  - 2023 Международный фестиваль университетского спорта — ;
  - 2023 Чемпионат России — ;
  - 2023 Чемпионат мира — ;
  - 2024 Чемпионат России — ;
  - 2024 Чемпионат Европы — ;
  - 2024 Спортивные игры БРИКС — ;
  - 2024 Чемпионат России по пляжному самбо — ;
  - 2024 Кубок России — ;
- Дзюдо:
  - 2018 Первенство России до 23 лет — ;
  - 2019 Кубок Европы (Оренбург) — ;
  - 2019 Кубок Европы (Малага) — ;
  - 2019 Кубок Азии (Актау) — ;
  - 2021 Кубок Европы (Оренбург) — ;
  - 2022 Кубок России (Грозный) — ;
  - 2023, 2024 Russian judo tour (Челябинск) — ;[21]
  - 2023 Чемпионат России — ;
  - 2024 Кубок Европы (Подгорица) — ;

Юниорский уровень
- Дзюдо:
  - 2017 Первенство России — ;
  - 2017 Первенство мира (команда) — ;
  - 2017 Первенство Европы (команда) — ;

Кадетский уровень
- Дзюдо:
  - 2014 Первенство России — ;
  - 2015 Первенство России — ;
  - 2015 Первенство Европы (команда) — ;
  - 2015 Первенство мира — ;

## Личная жизнь
Задворнова имеет две степени бакалавра Оренбургского государственного педагогического университета по специальности «физическая культура» и Казанского федерального университета по специальности «международные отношения». Она владеет английским языком.